# Sternula balaenarum
Sternula balaenarum é uma espécie de ave da família Laridae (antes incluída na Sternidae).
São encontradas na África do Sul, Namíbia e Angola. Também encontra-se em fases migratória em Benin, Camarões, República do Congo, República Democrática do Congo, Costa do Marfim, Gabão, Gana, Libéria, Nigéria e Togo.
Os seus habitats naturais são: mar costeiro, costas arenosas e lagoas costeiras de água salgada.
Está ameaçada por perda de habitat.